# Lista dos recebedores da Cruz de Cavaleiro da Cruz de Ferro com Folhas de Carvalho: 1940-1941
A Cruz de Cavaleiro da Cruz de Ferro (em alemão:  Ritterkreuz des Eisernen Kreuzes) foi a maior condecoração militar concedida pela Alemanha Nazi durante a Segunda Guerra Mundial. Era concedida a militares de todas as patentes, deste um soldado até um Marechal de Campo e por diversos motivos que incluíam os atos de bravura de um soldado em batalha, um piloto de caça por ter abatido um número significativo de aeronaves inimigas e o hábil comando das tropas durante a batalha. Os condecorados eram enaltecidos pela propaganda alemã, tendo eles recebido grande atenção por parte da publicidade. Eram vendidos, por exemplo, porta retratos com as fotos dos últimos condecorados. Eles ainda eram convidados a discursar aos trabalhadores das fábricas envolvidas no esforço de guerra.
A Cruz de Cavaleiro da Cruz de Ferro com Folhas de Carvalho (Ritterkreuz des Eisernen Kreuzes mit Eichenlaub) foi introduzida no dia 3 de junho de 1940 para destacar àqueles que já haviam sido condecorados com a Cruz de Cavaleiro e continuaram a demonstrar atos de bravura em combate. Foram entregues sete condecorações no ano de 1940, 50 em 1941, 111 em 1942, 192 em 1943, 328 em 1944 e 194 em 1945, sendo um total de 882 condecorados. Foram ainda condecorados oito estrangeiros, que eram aliados da Alemanha durante a guerra.
O número de 882 condecorados com as Folhas de Carvalho é com base na análise feita pela Associação dos Recebedores da Cruz de Cavaleiro da Cruz de Ferro. O autor Veit Scherzer contestou a validade de 27 destas condecorações. Com a exceção da condecoração entregue para Hermann Fegelein, todas as demais condecorações ocorreram no ano de 1945, quando os últimos dias do Terceiro Reich deixaram as nomeações incompletas e diversos estágios da aprovação não foram concluídos. Hermann Fegelein foi condecorado com as Folhas de Carvalho no ano de 1942, mas foi sentenciado a morte por Hitler e executado no dia 28 de abril de 1945 após uma corte marcial liderada pelo SS-Brigadeführer e Generalmajor da Waffen-SS Wilhelm Mohnke. A sentença de morte resultou na perda de todas as suas ordens e honrarias.

## Criação
A Cruz de Cavaleiro da Cruz de Ferro e seus graus mais altos foram baseados em quatro diferentes decretos. O primeiro decreto Reichsgesetzblatt I S. 1573 de 1 de setembro de 1939 instituiu a Cruz de Ferro (Eisernes Kreuz) e Cruz de Cavaleiro da Cruz de Ferro e a Grande Cruz da Cruz de Ferro (Großkreuz des Eisernen Kreuzes). O segundo artigo do decreto especifica que para ser condecorado com uma classe superior deveria ser primeiramente condecorado com todas as classe precedentes. Com o progresso da guerra, alguns do condecorados foram se destacando, sendo necessária um novo grau da condecoração, sendo então instituído no dia 3 de junho de 1940 o decreto Reichsgesetzblatt I S. 849 que criou a Cruz de Cavaleiro da Cruz de Ferro com Folhas de Carvalho.
Foram criados no dia 28 de setembro de 1941 dois graus da Cruz de Cavaleiro com o decreto Reichsgesetzblatt I S. 613, a Cruz de Cavaleiro da Cruz de Ferro com Folhas de Carvalho e Espadas Ritterkreuz des Eisernen Kreuzes mit Eichenlaub und Schwertern e a Cruz de Cavaleiro da Cruz de Ferro com Folhas de Carvalho, Espadas e Diamantes Ritterkreuz des Eisernen Kreuzes mit Eichenlaub, Schwertern und Brillanten. No final de 1944 o último grau da Cruz de Cavaleiro, a Cruz de Cavaleiro da Cruz de Ferro com Folhas de Carvalho Douradas, Espadas e Diamantes Ritterkreuz des Eisernen Kreuzes mit goldenem Eichenlaub, Schwertern und Brillanten a condecoração foi criada com o decreto Reichsgesetzblatt 1945 I S. 11 de 29 de dezembro de 1944.

## Condecorados
O Alto Comando da Wehrmacht mantinha listas separadas dos condecorados da Cruz de Cavaleiro separadas para os três ramos militares, Heer (exército), Luftwaffe (força aérea), Kriegsmarine (marinha) e para a Waffen-SS. era designado um número sequencial para cada um dos condecorados. Este mesmo paradigma foi aplicado para os graus mais altos da Cruz de Cavaleiro, sendo feita uma lista por ramo militar. Os condecorados das Folhas de Carvalho estão ordenados cronologicamente e pelo número de condecoração definido pelo OKW. A patente listada é a patente que o militar tinha na data da condecoração, assim como a unidade em que estava.

### Condecorados em 1940
| Número | Nome            | Serviço      | Patente         | Ocupação e unidade                                    | Data de condecoração   | Notas | Imagem |
| ------ | --------------- | ------------ | --------------- | ----------------------------------------------------- | ---------------------- | --- | ------ |
| 1      | Eduard Dietl    | Heer         | Generalleutnant | Comandante geral do Gebirgskorps Norwegen             | 19 de julho de 1940    | 72. Espadas 1 de julho de 1944. Ao mesmo tempo promovido para General der Infanterie, mais tarde General der Gebirgstruppen |        |
| 2      | Werner Mölders  | Luftwaffe    | Major           | Geschwaderkommodore do Jagdgeschwader 51              | 21 de setembro de 1940 | 2. Espadas 22 de junho de 1941 1. Diamantes 15 de julho de 1941                                                             |        |
| 3      | Adolf Galland   | Luftwaffe    | Major           | Geschwaderkommodore do Jagdgeschwader 26 "Schlageter" | 24 de setembro de 1940 | 1. Espadas 21 de junho de 1941 2. Diamantes 28 de janeiro de 1942                                                           |        |
| 4      | Helmut Wick     | Luftwaffe    | Hauptmann       | Gruppenkommandeur do I./Jagdgeschwader 2 "Richthofen" | 6 de outubro de 1940   | — |        |
| 5      | Günther Prien   | Kriegsmarine | Kapitänleutnant | Comandante do U-47                                    | 20 de outubro de 1940  | — |        |
| 6      | Otto Kretschmer | Kriegsmarine | Kapitänleutnant | Comandante do U-99                                    | 4 de novembro de 1940  | 5. Espadas 26 de dezembro de 1941                                                                                           |        |
| 7      | Joachim Schepke | Kriegsmarine | Kapitänleutnant | Comandante do U-100                                   | 1 de dezembro de 1940  | — | —      |

### Condecorados em 1941
| Número | Nome                                       | Serviço      | Patente                                     | Ocupação e unidade                                                     | Data de condecoração    | Notas                                                                | Imagem |
| ------ | ------------------------------------------ | ------------ | ------------------------------------------- | ---------------------------------------------------------------------- | ----------------------- | -------------------------------------------------------------------- | ------ |
| 8      | Martin Harlinghausen                       | Luftwaffe    | Oberstleutnant                              | Chief do general staff do X. Fliegerkorps                              | 30 de janeiro de 1941   | —                                                                    | —      |
| 9      | Walter Oesau                               | Luftwaffe    | Hauptmann                                   | Gruppenkommandeur do III./Jagdgeschwader 3                             | 6 de fevereiro de 1941  | 3. Espadas 15 de julho de 1941                                       | —      |
| 10     | Erwin Rommel                               | Heer         | Generalleutnant                             | Comandante do 7. Panzer-Division                                       | 20 de março de 1941     | 6. Espadas 20 de janeiro de 1942 6. Diamantes 11 de março de 1943    |        |
| 11     | Hermann-Friedrich Joppien                  | Luftwaffe    | Hauptmann                                   | Gruppenkommandeur do I./Jagdgeschwader 51                              | 23 de abril de 1941     | —                                                                    | —      |
| 12     | Joachim Müncheberg                         | Luftwaffe    | Oberleutnant                                | Staffelkapitän do 7./Jagdgeschwader 26 "Schlageter"                    | 7 de maio de 1941       | 19. Espadas 9 de setembro de 1942                                    | —      |
| 13     | Heinrich Liebe                             | Kriegsmarine | Kapitänleutnant                             | Comandante do U-38                                                     | 10 de junho de 1941     | At the same time promoted to Korvettenkapitän                        | —      |
| 14     | Engelbert Endrass                          | Kriegsmarine | Oberleutnant zur See                        | Comandante do U-46                                                     | 10 de junho de 1941     | —                                                                    | —      |
| 15     | Herbert Schultze                           | Kriegsmarine | Kapitänleutnant                             | Comandante do U-48                                                     | 12 de junho de 1941     | —                                                                    |        |
| 16     | Herbert Ihlefeld                           | Luftwaffe    | Hauptmann                                   | Gruppenkommandeur do I./Jagdgeschwader 77                              | 27 de junho de 1941     | 9. Espadas 24 de abril de 1942                                       | —      |
| 17     | Wilhelm Balthasar                          | Luftwaffe    | Hauptmann                                   | Geschwaderkommodore do Jagdgeschwader 2 "Richthofen"                   | 2 de julho de 1941      | —                                                                    | —      |
| 18     | Siegfried Schnell                          | Luftwaffe    | Leutnant                                    | Piloto no 9./Jagdgeschwader 2 "Richthofen"                             | 9 de julho de 1941      | —                                                                    | —      |
| 19     | Rudolf Schmidt                             | Heer         | General der Panzertruppe                    | Comandante geral do XXXIX. Armeekorps (motorizado)                     | 10 de julho de 1941     | —                                                                    |        |
| 20     | Werner Baumbach                            | Luftwaffe    | Oberleutnant                                | Piloto no 4./Kampfgeschwader 30                                        | 14 de julho de 1941     | 16. Espadas 17 de agosto de 1942                                     | —      |
| 21     | Oskar Dinort                               | Luftwaffe    | Oberstleutnant                              | Geschwaderkommodore do Sturzkampfgeschwader 2 "Immelmann"              | 14 de julho de 1941     | —                                                                    | —      |
| 22     | Walter Storp                               | Luftwaffe    | Major                                       | Geschwaderkommodore do Schnellkampfgeschwader 210                      | 14 de julho de 1941     | —                                                                    | —      |
| 23     | Viktor Schütze                             | Kriegsmarine | Korvettenkapitän                            | Comandante do U-103                                                    | 14 de julho de 1941     | —                                                                    | —      |
| 24     | Heinz Guderian                             | Heer         | Generaloberst                               | Commander-in-chief do Panzergruppe 2                                   | 17 de julho de 1941     | —                                                                    |        |
| 25     | Hermann Hoth                               | Heer         | Generaloberst                               | Commander-in-chief do Panzergruppe 3                                   | 17 de julho de 1941     | 35. Espadas 15 de setembro de 1943                                   |        |
| 26     | Dipl.-Ing. Wolfram Freiherr von Richthofen | Luftwaffe    | General der Flieger                         | Comandante geral do VIII. Fliegerkorps                                 | 17 de julho de 1941     | —                                                                    |        |
| 27     | Günther Lützow                             | Luftwaffe    | Major                                       | Geschwaderkommodore do Jagdgeschwader 3                                | 20 de julho de 1941     | 4. Espadas 11 de outubro de 1941                                     |        |
| 28     | Josef Priller                              | Luftwaffe    | Oberleutnant                                | Staffelkapitän do 1./Jagdgeschwader 26 "Schlageter"                    | 20 de julho de 1941     | 73rd Espadas 2 de julho de 1944                                      | —      |
| 29     | Günther Freiherr von Maltzahn              | Luftwaffe    | Major                                       | Geschwaderkommodore do Jagdgeschwader 53                               | 24 de julho de 1941     | —                                                                    | —      |
| 30     | Horst Niemack                              | Heer         | Rittmeister                                 | Comandante do Divisions-Aufklärungs-Abteilung 5                        | 10 de agosto de 1941    | 69. Espadas 4 de junho de 1944                                       | —      |
| 31     | Heinrich Bär                               | Luftwaffe    | Leutnant                                    | Piloto no 1./Jagdgeschwader 51                                         | 14 de agosto de 1941    | 7. Espadas 16 de fevereiro de 1942                                   | —      |
| 32     | Hans Hahn                                  | Luftwaffe    | Hauptmann                                   | Gruppenkommandeur do III./Jagdgeschwader 2 "Richthofen"                | 14 de agosto de 1941    | —                                                                    | —      |
| 33     | Hans Philipp                               | Luftwaffe    | Oberleutnant                                | Staffelkapitän do 4./Jagdgeschwader 54                                 | 24 de agosto de 1941    | 8. Espadas 12 de março de 1942                                       | —      |
| 34     | Ludwig Crüwell                             | Heer         | Generalleutnant                             | Comandante do 11. Panzer-Division                                      | 1 de setembro de 1941   | —                                                                    |        |
| 35     | Karl-Gottfried Nordmann                    | Luftwaffe    | Oberleutnant                                | Staffelkapitän do 12./Jagdgeschwader 51                                | 16 de setembro de 1941  | —                                                                    |        |
| 36     | Heinrich Hoffmann                          | Luftwaffe    | Oberfeldwebel                               | Piloto no 12./Jagdgeschwader 51                                        | 19 de outubro de 1941*  | Morto em combate 3 de outubro de 1941                                | —      |
| 37     | Kurt-Jürgen Freiherr von Lützow            | Heer         | Oberst                                      | Comandante do Infanterie-Regiment 89                                   | 21 de outubro de 1941   | —                                                                    | —      |
| 38     | Gordon Gollob                              | Luftwaffe    | Hauptmann                                   | Gruppenkommandeur do II./Jagdgeschwader 3                              | 26 de outubro de 1941   | 13. Espadas 23 de junho de 1942 3. Diamantes 30 de agosto de 1942    |        |
| 39     | Erbo Graf von Kageneck                     | Luftwaffe    | Oberleutnant                                | Staffelkapitän do 9./Jagdgeschwader 27                                 | 26 de outubro de 1941   | —                                                                    | —      |
| 40     | Ernst-Felix Krüder                         | Kriegsmarine | Kapitän zur See                             | Comandante do Hilfskreuzer Pinguin (HSK-5)                             | 15 de novembro de 1941* | Morto em combate 8 de maio de 1941                                   | —      |
| 41     | Josef Dietrich                             | Waffen-SS    | SS-Obergruppenführer e General do Waffen-SS | Comandante do SS-Division "Leibstandarte SS Adolf Hitler" (motorizado) | 31 de dezembro de 1941  | 26. Espadas 14 de março de 1943 16. Diamantes 6 de agosto de 1944    |        |
| 42     | Heinrich Eberbach                          | Heer         | Oberst                                      | Comandante do 5. Panzer-Brigade                                        | 31 de dezembro de 1941  | —                                                                    |        |
| 43     | Franz Scheidies                            | Heer         | Oberst                                      | Comandante do Infanterie-Regiment 22                                   | 31 de dezembro de 1941  | —                                                                    | —      |
| 44     | Ernst-Georg Buchterkirch                   | Heer         | Oberleutnant                                | Chief do 2./Panzer-Regiment 6                                          | 31 de dezembro de 1941  | —                                                                    | —      |
| 45     | Bernhard Rogge                             | Kriegsmarine | Kapitän zur See                             | Comandante do Hilfskreuzer Atlantis (HSK-2)                            | 31 de dezembro de 1941  | —                                                                    | —      |
| 46     | Dietrich Peltz                             | Luftwaffe    | Hauptmann                                   | Gruppenkommandeur do II./Kampfgeschwader 77                            | 31 de dezembro de 1941  | 31st Espadas 23 de julho de 1943                                     | —      |
| 47     | Adelbert Schulz                            | Heer         | Hauptmann                                   | Comandante do I./Panzer-Regiment 25                                    | 31 de dezembro de 1941  | 33rd Espadas 6 de agosto de 1943 9. Diamantes 14 de dezembro de 1943 |        |
| 48     | Dr. Josef-Franz Eckinger                   | Heer         | Major                                       | Comandante do I./Schützen-Regiment 113                                 | 31 de dezembro de 1941* | Morto em combate 17 de outubro de 1941                               | —      |
| 49     | Günther Hoffmann-Schönborn                 | Heer         | Major                                       | Comandante do Sturmgeschütz-Abteilung 191                              | 31 de dezembro de 1941  | —                                                                    | —      |
| 50     | Karl Eibl                                  | Heer         | Oberst                                      | Comandante do Infanterie-Regiment 132                                  | 31 de dezembro de 1941  | 21st Espadas 19 de dezembro de 1942                                  | —      |
| 51     | Heinrich Lehmann-Willenbrock               | Kriegsmarine | Kapitänleutnant                             | Comandante do U-96                                                     | 31 de dezembro de 1941  | —                                                                    | —      |
| 52     | Otto Weiß                                  | Luftwaffe    | Major                                       | Gruppenkommandeur do II.(Schlacht)/Lehrgeschwader 2                    | 31 de dezembro de 1941  | —                                                                    |        |
| 53     | Georg Freiherr von Boeselager              | Heer         | Rittmeister                                 | Chief do 1./Divisions-Aufklärungs-Abteilung 6                          | 31 de dezembro de 1941  | 114. Espadas 28 de novembro de 1944                                  | —      |
| 54     | Walther von Seydlitz-Kurzbach              | Heer         | Generalmajor                                | Comandante do 12. Infanterie-Division                                  | 31 de dezembro de 1941  | —                                                                    | —      |
| 55     | Josef Harpe                                | Heer         | Generalmajor                                | Comandante do 12. Panzer-Division                                      | 31 de dezembro de 1941  | 36. Espadas 15 de setembro de 1943                                   |        |
| 56     | Reinhard Suhren                            | Kriegsmarine | Oberleutnant zur See                        | Comandante do U-564                                                    | 31 de dezembro de 1941  | 18. Espadas 1 de setembro de 1942                                    | —      |
| 57     | Hubertus Hitschhold                        | Luftwaffe    | Major                                       | Gruppenkommandeur do I./Sturzkampfgeschwader 2 "Immelmann"             | 31 de dezembro de 1941  | —                                                                    | —      |